# Środnik
Środnik – konstrukcyjna, środkowa część walcowanej belki metalowej (dwuteownika, teownika, ceownika, zetownika) lub blachownicy, łącząca ze sobą oba jej pasy (górny i dolny).
W dźwigarze dwuteowym połączenie to powstaje w procesie jego wytwarzania w hucie stali przez walcowanie. W dźwigarze blachownicowym blachę środnika łączy się z blachami pasów przez spawanie lub nitowanie. Dzięki takiemu (dwuteowemu) kształtowi przekroju poprzecznego środnik pracuje głównie na ścinanie.
W celu zmniejszenia ciężaru belki stosuje się środniki z wyciętymi dużymi otworami. Materiał występujący między otworami tworzy łączniki pasów upodabniające konstrukcję do leżącej drabiny. Przy tym samym ciężarze konstrukcja taka ma powiększą nośność, dzięki zwiększeniu wysokości środnika lub grubości pasów. Ma ona również i tę zaletę, że otwory w środniku pozwalają na umieszczanie w nich instalacji technologicznych.